# Lycée Cheikh Omar Foutiyou Tall
Das Lycée Cheikh Omar Foutiyou Tall (ehemals Lycée Faidherbe) ist ein Lycée in Saint-Louis in Senegal.

## Geschichte
Die Schule wurde 1884 unter französischer Kolonialherrschaft gegründet und anfangs von den Schulbrüdern von Ploërmel betrieben. Sie umfasste eine Sekundarstufe, eine technische Schule und eine vierjährige, praktisch ausgerichtete Handelsschule. 1893 wurde sie in eine höhere Grundschule (École Primaire Supérieure) umgewandelt. Der Lehrplan wurde 1910 so angepasst, dass er dem System der Lycées und Collèges in Frankreich entsprach.

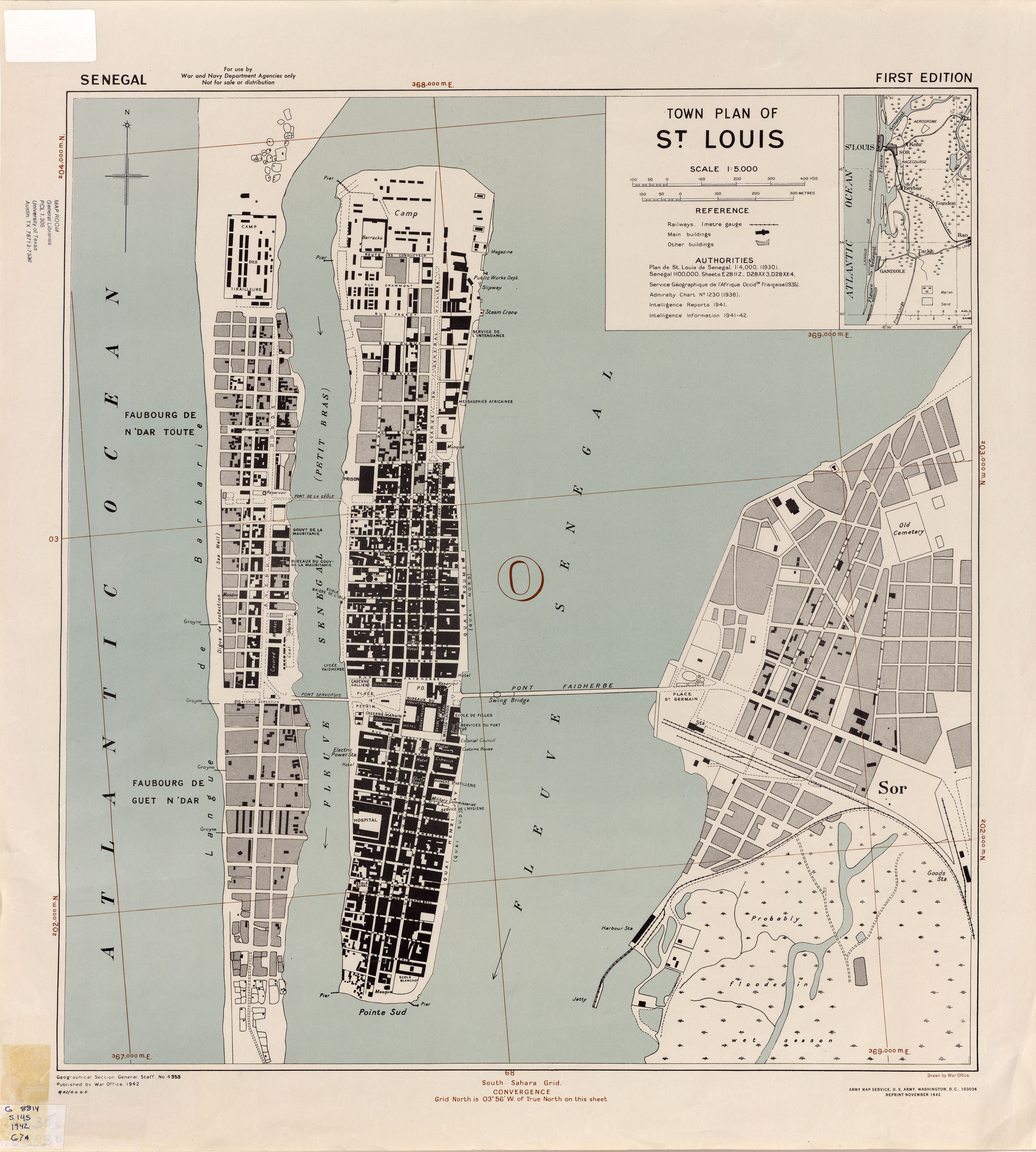
Stadtplan von Saint-Louis aus 1942: das Lycée Faidherbe ist etwa in der Mitte der Insel eingezeichnet

Auf Betreiben von Blaise Diagne wurde die Schule per Dekret vom 20. Juni 1919 zum Lycée erhoben – dem ersten in Übersee-Frankreich. Noch im selben Jahr wurde sie nach General Louis Faidherbe benannt. Zusätzlich zum eigentlichen Lycée-Betrieb umfasste das Lycée Faidherbe eine Lehrerbildungsanstalt (École Normale d’Instituteurs) und eine Berufsschule, die beide 1924 ausgegliedert wurden, sowie eine Grundschule, die 1947 aufgelöst wurde. Anders als das Lycée Van Vollenhoven in Dakar, das europäische Kinder bevorzugte, war das Lycée Faidherbe für die einheimische Bevölkerung konzeptioniert. Die Schülerzahl blieb in den ersten Jahren des Lycée Faidherbe vergleichsweise niedrig und erreichte 220 im Jahr 1938. Probleme mit Reisen während des Zweiten Weltkriegs führten zu einem Anstieg bei den europäischen Schülern. Im Jahr 1943 gingen bereits 450 Kinder auf das Lycée Faidherbe.
Die Schülerzahl stieg von 800 im Jahr 1950 auf 1600 im Jahr 1974 an. Im seit 1960 unabhängigen Senegal wurde das Lycée Faidherbe das erste Lycée des Landes, das eine Ausbildung bis zum 12. Schuljahr anbot. Das Lycée Faidherbe wurde am 13. Juli 1984 nach dem Reichsgründer ʿUmar ibn Saʿīd al-Fūtī Tall in Lycée Cheikh Omar Foutiyou Tall umbenannt. Die Umbenennung hatte eine große symbolische Bedeutung in Bezug auf die Nationenbildung Senegals, da der Afrikaner Tall und der Europäer Faidherbe direkte Kriegsgegner gewesen waren. Im Jahr 2004 betrug die Schülerzahl 1039.

## Organisation
An der Spitze des Lycée Cheikh Omar Foutiyou Tall stehen ein Schulleiter (proviseur) und als dessen Stellvertreter ein Administrator (censeur). Es gibt Ehemaligenvereinigungen sowohl für die Schülerinnen und Schüler als auch für das Personal sowie einen Elternverein. Partnerschulen sind das Lycée Faidherbe in Lille in Frankreich und die Kooperative Gesamtschule in Elmshorn in Deutschland. Auch die deutsche Botschaft in Senegal ist ein Partner des Lycée Cheikh Omar Foutiyou Tall, das über eine eigene deutschsprachige Schulbibliothek verfügt.
Das Motto der Schule lautet: « réussir pour faire avancer la nation – réussir pour mieux servir » (französisch für „erfolgreich sein um die Nation voranzubringen – erfolgreich sein um besser zu dienen“).

## Bekannte ehemalige Schülerinnen und Schüler
- Moustapha Niasse (* 1939), Politiker
- Aminata Sow Fall (* 1941), Schriftstellerin